# Torkel (runristare)
Torkel (Þorkell ) hette en runristare som var verksam i Östergötland på 1000-talet. De runstenar som bär hans signatur eller är attribuerade till honom står alla i trakten kring Skänninge i landskapets västra del. Torkel är en av mycket få runristare i det relativt runstensrika Östergötland som låtit signera en del av sina verk, och som vi därför har namnet på. Ristarsignaturer på runstenar är betydligt vanligare i landskapen kring Mälaren. Torkels runstenar tillhör stilgrupperingarna Pr1 (Ög 81, Ög 83) och Rak (Ög 82, Ög 84, Ög 165). Den förra innebär att runslingan är utformad som en drake vars huvud ses från sidan, i profil. I den senare stilen saknas djurornamentik; runslingan avslutas med öppna ändar eller av raka streck. Kors finns på stenarna Ög 77 och Ög 81. På Ög 81 och Ög 165 är delar av inskrifterna avfattade på vers. Minst två av stenarna, Ög 83 och Ög 165, berättar om medlemmar av samma familj: Toste och hans närmaste. Erik Brate har argumenterat för att också personerna på Ög 81 har haft band till Tostes familj.

## Signerade stenar

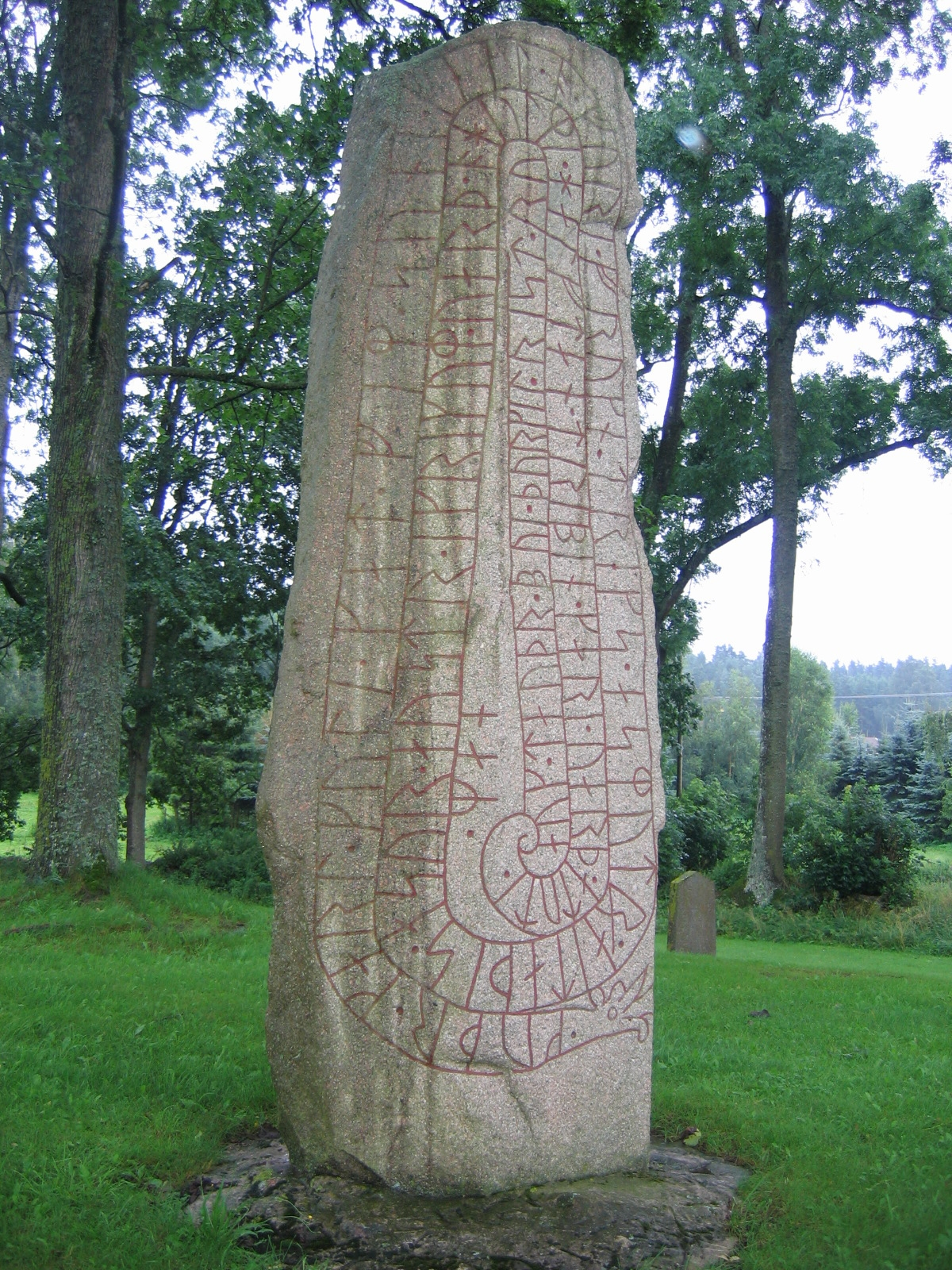
Ög 81, sida B

Torkel har ristat den omfattande inskriften på Ög 81, Högbystenen, som står i Högby socken, och som ofta anses vara Östergötlands främsta runsten efter Rökstenen. Högbystenens inskrift avslutas med "Torkel ristade". Samma sak gäller för Ög 165 i centrala Skänninge. På Ög 83 börjar inskriften med "Torkel ristade" eller "Torkel reste". På grund av skador går det inte att fastställa vilket verbet varit. Här har alltså Torkel själv velat hedra en död person. Det antas att han också har utfört ristandet även i detta fall. Också på den försvunna men från bilder kända Ög 84 †, Högby socken, uppträder Torkel som resare, där tillsammans med en Helga, och även denna inskrift antas vara ristad av honom.

## Attribuerade stenar
Ög 77 i Hovs socken och Ög 82 i Högby socken brukar med utgångspunkt från ornamentala likheter med Ög 81 också antas vara verk av Torkel. På Ög 77 är en likhet med Ög 81 också den lite ovanliga och ålderdomliga form som m-runorna har: Bistavarna förenas i toppen och bildar på så sätt en ring. På Torkels övriga stenar saknas m-runor.